# Titularbistum Appia
Appia ein Titularbistum der römisch-katholischen Kirche in Kleinasien. 
| Titularbischöfe von Appia |                         |                                                    |                 |                   |
| Nr.                       | Name                    | Amt                                                | von             | bis               |
| 1                         | William Joseph Hafey    | Koadjutorbischof von Scranton (Pennsylvania) (USA) | 2. Oktober 1937 | 25. März 1938     |
| 2                         | Bernard William Griffin | Weihbischof in Birmingham (England)                | 26. Mai 1938    | 18. Dezember 1943 |
| 3                         | John Aloysius Murphy    | Koadjutorbischof von Shrewsbury (England)          | 7. Februar 1948 | 3. Juni 1949      |
| 4                         | Ambróz Lazík            | Apostolischer Administrator von Trnava (Slowakei)  | 8. Juni 1947    | 20. April 1969    |
| 5                         | Athanasios Abadir       | Weihbischof in Alexandrien (Ägypten)               | 18. Mai 1976    | 17. Dezember 1982 |